# Wyethia
Wyethia es un género de plantas fanerógamas perteneciente a la familia Asteraceae. Comprende 25 especies descritas y de estas, solo 9 aceptadas.

## Taxonomía
El género fue descrito por Thomas Nuttall y publicado en Journal of the Academy of Natural Sciences of Philadelphia 7(1): 39–40, pl. 5, en 1834.

#### Etimología
Wyethia: nombre genérico otorgado en honor de Nathaniel Jarvis Wyeth (1802 – 1856), comerciante, empresario e inventor estadounidense, quién también fue coleccionista de plantas y explorador del Noroeste de Estados Unidos. Descubrió este este género y las muestras envió a su amigo, el botánico Thomas Nuttall, con quien trabajó con para recolectar muestras de flora y fauna durante sus expediciones, como la del río Columbia.

#### Especies
A continuación se brinda un listado de las especies e híbridos del género Wyethia aceptadas actualmente, ordenadas alfabéticamente. Para cada una se indica el nombre binomial seguido del autor, abreviado según las convenciones y usos.
- Wyethia amplexicaulis (Nutt.) Nutt., 1840
- Wyethia angustifolia (DC.) Nutt., 1840
- Wyethia arizonica A.Gray, 1873
- Wyethia glabra A.Gray, 1865
- Wyethia helenioides (DC.) Nutt., 1840
- Wyethia helianthoides Nutt., 1834
- Wyethia longicaulis A.Gray, 1883
- Wyethia mollis A.Gray, 1865
- Wyethia sagittata (Pursh) Mabb., 2017

#### Híbridos
- Wyethia × cusickii Piper, 1914
- Wyethia × magna A.Nelson ex W.A.Weber, 1983